# Anna De Amicis
Anna Lucia De Amicis (Napoli, 1733 – Napoli, 1816) è stata un soprano italiano.

## Biografia
Era figlia del tenore Domenico, attivo soprattutto a Napoli e a Roma, e di Rosalba Baldacci.
Fu allieva, si disse, di Vittoria Tesi, ma più probabilmente apprese l'arte del canto direttamente dal genitore.
I suoi esordi sono legati al genere buffo accanto al padreː nel 1754 al teatro Pubblico di Pisa dapprima in Il cicisbeo impertinente, successivamente nel Il finto turco di Cordella.
Nel 1758 la De Amicis assieme al padre fece una tournée in Francia, cantando alla Comédie-Italienne di Parigi nella Serva padrona di Pergolesi. Dopodiché la compagnia si spostò a Bruxelles nel 1759 e all'Aia e Amsterdam nel 1760.
All'età di vent'anni si recò a Londra, dove ebbe l'occasione di conoscere Johann Christian Bach, che scrisse per lei una parte seria, e, visto il successo ottenuto, decise di lasciare il genere comico.
Il 19 febbraio del 1763 debuttò come cantante di opera seria nell'Orione Bach, dando il suo contributo al successo dell'opera.
Nello stesso anno la compagnia cantò ad Amsterdam ed in Italia.
Nell'agosto 1765 si esibì ad Innsbruck in occasione delle nozze dell'arciduca Leopoldo d'Austria con l'infanta Maria Luisa di Borbone.
Dotata di una grande estensione vocale, a giudizio di Charles Burney fu una delle prime donne a eseguire le scale ascendenti giungendo al mi sopra acuto.
Mozart, che aveva ascoltato e apprezzato la De Amicis a Napoli nel 1770, compose per lei delle arie brillanti e virtuosistiche. Inoltre il grande compositore ha nominato la De Amicis in numerose lettere.
Nel 1771 sposò un impiegato del re di Napoli e si ritirò dalla vita teatrale, continuando però a cantare nei concerti di corte, come il 10 febbraio 1780 alla presenza dell'arciduca Ferdinando governatore di Milano, il 3 febbraio 1782 in occasione della visita a Napoli dei granduchi di Russia, il 2 gennaio 1784 davanti all'imperatore Giuseppe II e alla duchessa di Parma.
Le due figlie della De Amicis si dimostrarono abili nel canto come testimoniarono Reichardt che le udì nel 1790 e un giornale napoletano del 1792 che riferì di una festa in casa Buonsollazzi con la loro partecipazione canora.